# Pusher (film 2012)
Pusher è un film del 2012 diretto da Luis Prieto. Si tratta del remake del film Pusher - L'inizio di Nicolas Winding Refn, che figura qui come produttore esecutivo.

## Trama
A Londra, un pusher si guadagna da vivere con piccoli traffici di droga. Quando si convince ad alzare la posta in gioco, la polizia lo scopre ed è costretto a fuggire abbandonando i propri soldi. Disperato, cerca di recuperare il controllo della sua vita con una sola settimana di tempo a disposizione.

## Distribuzione
Il 21 settembre 2012 sono stati distribuiti online il poster e il trailer del film.
Il film è stato distribuito nelle sale britanniche il 12 ottobre 2012, mentre in quelle americane il 26 ottobre 2012.